# Ibárruri
Ibárruri (en euskera Ibarruri) es una localidad vizcaína en el País Vasco en España perteneciente al municipio de Múgica. Hasta 1966 fue municipio independiente con la forma jurídica de anteiglesia. Formó parte de la Merindad de Zornotza junto a las anteiglesias de Echano, Amorebieta, y Gorocica; y la villa de Larrabezúa.
En la reorganización territorial de 1966 se integró en la anteiglesia de San Vicente de Ugarte de Múgica junto con Gorocica conformando  el actual municipio de Múgica.
Se ubica en la zona occidental de Muguica, comprendiendo el puerto de Autzagane y parte del macizo del Oiz. Limita con las poblaciones de Amorebieta-Echano, Garay, Munitibar y Mendata.
Ibárruri está conformado por los siguientes barrios:
- Ajuria
- Berroja
- Burdaria
- Izebale
- Mauma
- Muniketa
- Ormaetxe
- Unda

Destacan en su patrimonio la iglesia de Andra Mari construida en 1930 y la ermita de San Pedro y San Pablo, de estilo gótico, que data del siglo XV o XVI que es uno de los templos góticos más interesantes de Vizcaya, en el destaca la portada en arco apuntalado decorada con diferentes motivos y figuras de guerreros. La iglesia de Andra Mari está unida a la ermita de San Pedro y San Pablo por un vía crucis barroco. En cuanto a la arquitectura civil está el palacio barroco de Ormaza que ostenta un escudo con las armas de los Ormaetxe en su fachada principal. Junto al caserío Belostegui hay un curioso potro de herrar.
La antigua escuela rural construida por la diputación de Vizcaya a comienzos del siglo XX se ha reconvertido en centro sociocultural para servicio del barrio.

## Geografía humana

### Demografía
| Gráfica de evolución demográfica de Ibárruri entre 1842 y 1960 |
| |
| Población de derecho según los censos de población del INE Población de hecho según los censos de población del INEEn este censo se denominaba Ybarruri: 1842 Entre el censo de 1970 y el anterior, este municipio desaparece porque se integra en el municipio 48067 (Múgica) |

| 2000 | 2001 | 2002 | 2003 | 2004 | 2005 | 2006 | 2007 |
| ---- | ---- | ---- | ---- | ---- | ---- | ---- | ---- |
| 30   | 29   | 34   | 34   | 33   | 33   | 32   | 29   |

## Fiestas
Las fiestas de Ibárruri se celebran el 15 de agosto en honor de la Virgen y el 29 de junio en honor de San Pedro.